# Thecla sulgeri
Thecla sulgeri är en fjärilsart som beskrevs av Charles Oberthür 1908. Thecla sulgeri ingår i släktet Thecla och familjen juvelvingar. Inga underarter finns listade i Catalogue of Life.